# Людина з Торонто
«Людина з Торонто» (англ. The Man from Toronto) — американський комедійний бойовик, знятий Патріком Хьюзом; у головних ролях: Кевін Харт, Вуді Харрельсон та Кейлі Куоко.
Спочатку фільм мав вийти у кінопрокат за сприяння дистриб'ютора — компанії Sony Pictures Releasing, проте права на дистрибуцію продали сервісу Netflix, де прем'єра відбулася 24 червня 2022 року. . Фільм отримав переважно негативні відгуки критиків.

## Сюжет
Тедді Джексон намагається знайти себе в сфері маркетингу, пропонуючи своїй аудиторії різні бізнес-ідеї. Проте всі його задуми закінчуються провалом. Навіть рекламна кампанія для одного фітнес клубу зазнає невдачі, оскільки Тедді забув вказати в рекламному буклеті адресу та телефон закладу. Тому власник залу припиняє співпрацю з Джексоном. Втім, Тедді не поспішає розповідати про це своїй дружині Лорі напередодні її дня народження. Він приготував для коханої сюрприз — поїздку в містечко Онанкок, що в Вірджинії. Там Тедді забронював будиночок, щоб провести час разом.
Однак для Тедді все складається не так, як він все запланував. Відправивши Лорі на СПА-процедури, він їде оглянути будинок. Джексон помиляється адресою і потрапляє в те місце, де чекають на жорстокого найманця на прізвисько «людина з Торонто». При цьому Тедді вдається переконати людей, які його чекали, що він дійсно професійний кілер та той, хто може отримати важливу інформацію від будь-кого, застосовуючи жорстокі методи. Проте ситуація ускладнюється ще більше, коли стає відомо про засідку агентів ФБР. Вони затримують Тедді та розуміють, що він не той, кого вони шукають. Тим часом справжня людина з Торонто під виглядом співробітника поліції прибуває на місце операції. Він намагається зрозуміти, ким є Тедді Джексон — випадковим бовдуром, що потрапив у халепу, чи професійним найманцем, який діє в такому стилі, щоб не привертати до себе увагу. Для цього кілер починає стежити за Тедді, усвідомлюючи, що того використовують агенти ФБР...

## Акторський склад
| Актор            | Роль                                     |
| ---------------- | ---------------------------------------- |
| Кевін Гарт       | Тедді Джексон                            |
| Вуді Гаррельсон  | Воллі/Людина з Торонто (найманий вбивця) |
| Кейлі Куоко      | Енн                                      |
| Пірсон Фод       | Людина з Маямі (найманий вбивця)         |
| Жасмін Метьюз    | Лорі                                     |
| Еллен Баркін     | Куратор                                  |
| Лела Лорен       | Даніела Марін                            |
| Томохіса Ямасіта | Людина з Токіо (найманий вбивця)         |
| Олег Тактаров    | Людина з Москви (найманий вбивця)        |
| Мартін Роуч      | Мартін                                   |
| Жанкарлос Канела | агент Санторо (агент ФБР)                |

## Виробництво

### Знімання
Знімання планували розпочати у квітні 2020 року в Атланті, проте у березні виробництво було припинено через пандемію COVID-19.
Знімання розпочали 12 жовтня 2020 року в Торонто.

## Реліз
Фільм планували випустити 20 листопада 2020. Проте 24 квітня 2020 року дата була перенесена на 17 вересня 2021 через пандемію COVID-19. У квітні 2021 року фільм був перенесений на 14 січня 2022, а пізніше — на 12 серпня того ж року. Зрештою прем'єра відбулася 24 червня 2022 року на платформі Netflix.